# BRZ
O BRZ foi um canal de televisão comercial brasileiro que foi transmitido via satélite. Sua primeira transmissão ocorreu no dia 1º de abril de 2012, substituíndo a MTV Brasil no sinal via satélite.
Inicialmente, o canal exibia videoclipes nacionais e programas de entretenimento, como uma espécie de spin-off da MTV Brasil (em 2007 aconteceu no spin-off da PT Multimédia) No entanto, com o tempo, o canal passou a ser de televendas e de agropecuária, retransmitindo o canal AgroBrasil TV durante grande parte do dia. O canal foi extinto em 1º de fevereiro de 2014, sendo substituído pela Ideal TV, que passará a transmitir no satélite.

## Grupo Abril
O BRZ era propriedade do Grupo Abril, O Grupo Abril decidiu criar o BRZ para explorar um novo nicho de mercado, a televendas e a agropecuária. A empresa acreditava que esses setores estavam crescendo no Brasil e que havia uma oportunidade de criar um canal voltado para esses públicos.

## Portaria da Anatel
A extinção do BRZ foi motivada pela entrada em vigor de uma nova portaria da Anatel que obrigava todas as operadoras de TV por assinatura a carregar o sinal da MTV Brasil.
A MTV Brasil já era disponível em muitas operadoras de TV por assinatura, e a nova portaria tornaria isso obrigatório para todas as operadoras. Isso significava que o BRZ não teria mais um diferencial competitivo e que seria difícil encontrar espaço nas operadoras de TV por assinatura.